# I'm Too Sexy
I'm Too Sexy is een nummer van de Britse popband Right Said Fred. Het nummer werd geschreven door bandleden en broers Fred en Richard Fairbrass, samen met gitarist Rob Manzoli. TommyD nam de productie voor zijn rekening. In juli 1991 werd het uitgebracht als debuutsingle en van het eerste album van de band, Up.

## Achtergrond
Het idee voor dit nummer ontstond toen de broers Fairbrass een sportschool in Londen hadden, waar volgens Richard 'veel narcisme en poseergedrag' te zien was. Op een dag stond hij voor de spiegel en zong hij voor de grap de regel "I'm too sexy for my shirt" toen hij zijn shirt uittrok. De band van de broers besloot er een nummer van te maken. Diverse platenmaatschappijen wezen het nummer af, tot plugger Guy Holmes het hoorde en besloot er een dansnummer van te maken. Gitarist Rob Manzoli besloot een gitaarriff uit het nummer Third Stone from the Sun van Jimi Hendrix te interpoleren. De broers Fairbrass wisten niet dat Manzoli dit uit een ander nummer had en kwamen er pas achter toen de nabestaanden van Hendrix dreigden met een rechtszaak.

## Hitnoteringen en prijzen
I'm Too Sexy bereikte de eerste plek van de hitlijsten in Australië, Canada, Ierland, Nieuw-Zeeland en Oostenrijk, net als in de Billboard Hot 100 in de Verenigde Staten. In de UK Singles Chart was de tweede plek de hoogste notering. Hier stond het zes weken lang, achter (Everything I Do) I Do It for You van Bryan Adams. Ook in Noorwegen, Vlaanderen, Ecuador, Griekenland en Zweden kwam het tot de top tien. In de Nederlandse Top 40 stond het acht weken met een twintigste plaats als hoogste notering.

### Nederlandse Top 40
| Hitnotering: 14-09-1991 t/m 02-11-1991 | Hitnotering: 14-09-1991 t/m 02-11-1991 | Hitnotering: 14-09-1991 t/m 02-11-1991 | Hitnotering: 14-09-1991 t/m 02-11-1991 | Hitnotering: 14-09-1991 t/m 02-11-1991 | Hitnotering: 14-09-1991 t/m 02-11-1991 | Hitnotering: 14-09-1991 t/m 02-11-1991 | Hitnotering: 14-09-1991 t/m 02-11-1991 | Hitnotering: 14-09-1991 t/m 02-11-1991 | Hitnotering: 14-09-1991 t/m 02-11-1991 |
| Week:                                  | 1                                      | 2                                      | 3                                      | 4                                      | 5                                      | 6                                      | 7                                      | 8                                      |                                        |
| -------------------------------------- | -------------------------------------- | -------------------------------------- | -------------------------------------- | -------------------------------------- | -------------------------------------- | -------------------------------------- | -------------------------------------- | -------------------------------------- | -------------------------------------- |
| Positie:                               | 31                                     | 26                                     | 21                                     | 20                                     | 20                                     | 20                                     | 26                                     | 35                                     | uit                                    |